# Моё преступление
«Моё преступление» (фр. Mon crime) — художественный фильм французского режиссёра Франсуа Озона, который вышел в прокат в 2023 году. Главные роли в нём сыграли Надя Терешкевич и Ребекка Мардер.

## Сюжет
Главная героиня фильма — молодая актриса, которая убивает продюсера. Суд решает, что она действовала в пределах необходимой самообороны, и выносит оправдательный приговор. Благодаря процессу девушка становится знаменитой и богатой, но постепенно появляются доказательства того, что убийство было спланировано заранее.

## В ролях
- Изабель Юппер — Одетт Шамет
- Дани Бун — Фернан Пальмаред
- Надя Терешкевич — Мадлен Вердье
- Ребекка Мардер — Полин Малеон
- Андре Дюссолье — мсье Бонар

## Производство и премьера
«Моё преступление» стало 23-м фильмом Франсуа Озона. Главные роли в нём сыграли Надя Терешкевич и Изабель Юппер. 23 ноября 2022 года был обнародован первый кадр картины. Фильм вышел во французский прокат 8 марта 2023 года. 21 января 2023 года фильм был открытием фестиваля Premiers Plans в Анже (Франция).